# Конвой H-32
Конвой H-32 — японський конвой часів Другої світової війни, проведення якого відбувалось у липні 1944-го.
Конвої серії «H» ходили в 1943—1944 роках між важливим транспортним хабом у Манілі та островом Хальмахера зі складу Молуккського архіпелагу (північний схід Нідерландської Ост-Індії). Зазвичай вони йшли прямим маршрутом через північно-східну частину моря Сулавесі до затоки Кау (глибоко вдається у острів Хальмахера з північної сторони), проте на момент проходження H-32 це вже вважалось занадто ризикованим і маршрут змістили західніше в напрямку північно-східного завершення острова Сулавесі.
До складу конвою увійшли одразу десять транспортів — «Мікаса-Мару», «Тайю-Мару» (Taiyu Maru), «Міхара-Мару», «Ямабукі-Мару», «Фусан-Мару», «Сайхо-Мару», «Кьокузан-Мару» (Kyokuzan Maru), «Кеян-Мару» (Keian Maru), «Шохо-Мару» (Shoho Maru) та «Насусан-Мару». Втім, варто відзначити, що багато суден могли прямувати в останніх конвоях серії «H» до якихось портів Філіппінського архіпелагу, так, з десяти транспортів наступного (і останнього) конвою H-33 в перехід до острова Сулавесі рушило лише два, тоді як інші залишились у Себу (центральна частина архіпелагу) та Замбоанзі (західне завершення острова Мінданао). Охорону конвою Н-32 забезпечували мисливці за підводними човнами CH-23, CH-31, CH-32 та допоміжний мисливець за підводними човнами CHa-24.
19 липня 1944-го загін залишив Манілу та 21 липня прибув до Себу. 23 липня загін рушив далі, при цьому, ймовірно, що саме починаючи з Себу його охорону підсилив патрульний корабель PB-105.
28 липня 1944-го конвой досягнув Бітунгу на північно-східному завершенні Сулавесі. Є відомості, що до цієї локації щонайменше дійшли транспорт «Мікаса-Мару» (перебував у Бітунзі до 5 серпня), мисливець CH-23 (також є відомості, що вже 1 серпня він знову був у Манілі) та патрульний корабель PB-105.